# Ad Astra (jeu vidéo)
Pour les articles homonymes, voir Ad Astra.
 (décembre 2020).
Si vous disposez d'ouvrages ou d'articles de référence ou si vous connaissez des sites web de qualité traitant du thème abordé ici, merci de compléter l'article en donnant les références utiles à sa vérifiabilité et en les liant à la section « Notes et références ».
Ad Astra est un jeu vidéo de shoot 'em up spatial sorti en 1984 uniquement pour Sinclair ZX Spectrum et édité par Gargoyle Games.

## Système de jeu
Affichage en 3D primitif et joué alternativement par deux personnes.